# Określoność (językoznawstwo)
Określoność – cecha semantyczna frazy rzeczownikowej, odróżniająca desygnaty (sensy) w danym kontekście identyfikowalne (fraza określona) od nieidentyfikowalnych (fraza nieokreślona). Poszczególne języki wyrażają określoność na różne sposoby, np. poprzez wybór odpowiedniego określnika (np. angielski), formy fleksyjnej (np. węgierski), kombinację obu tych sposobów (np. niemiecki) lub zmianę kolejności elementów w zdaniu (np. polski ). W niektórych językach, np. w japońskim, określoność nie jest wyrażana wcale; o tym, czy fraza jest określona bądź nie, decyduje kontekst .